# Косарева
Ко́сарева (рос. Косарева) — присілок у складі Туринського міського округу Свердловської області.
Населення — 14 осіб (2010, 30 у 2002).
Національний склад населення станом на 2002 рік: росіяни — 70 %.